# Petra Morsbach

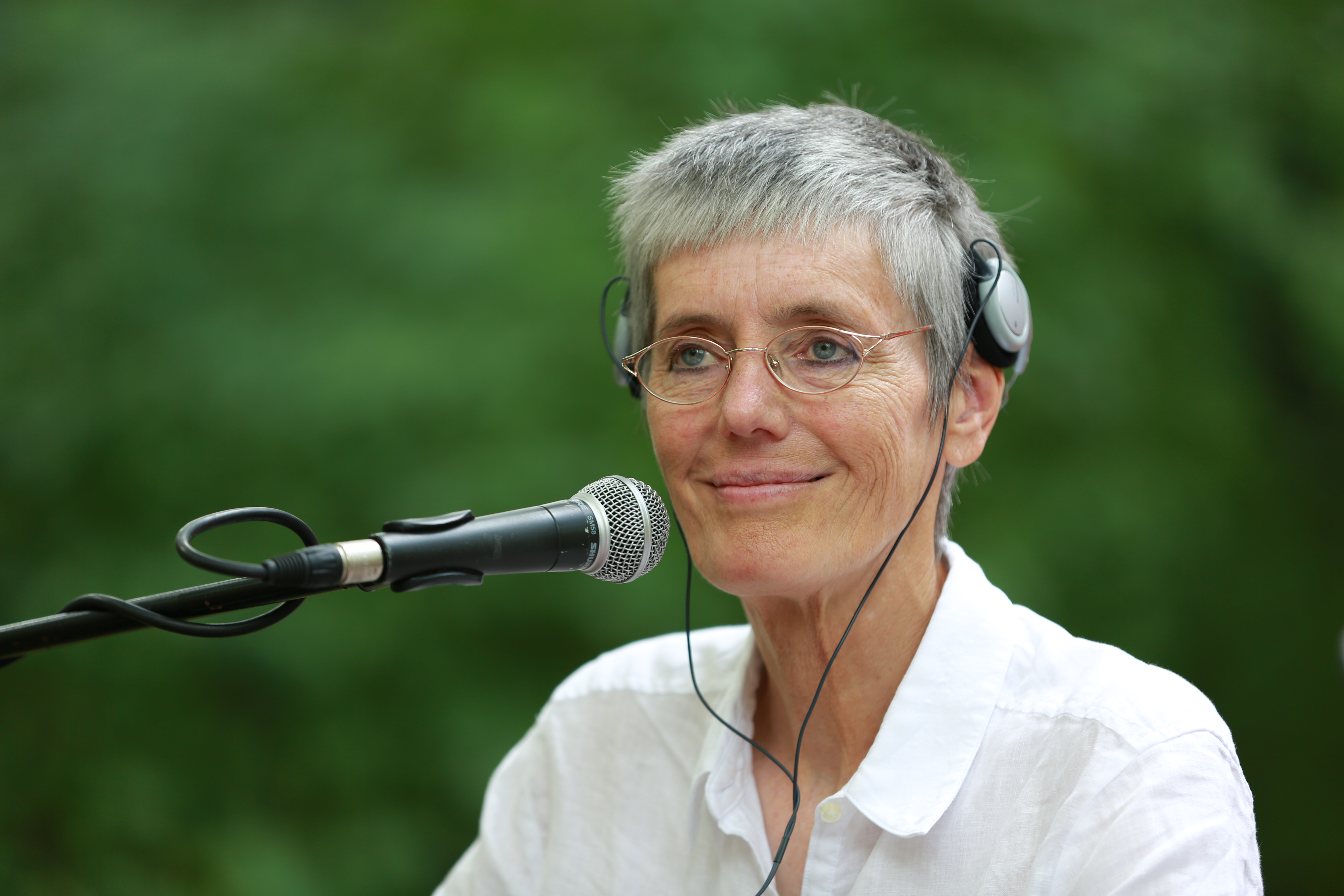
Petra Morsbach, 2017

Petra Morsbach (* 1. Juni 1956 in Zürich) ist eine deutsche Schriftstellerin.

## Leben und Wirken
Petra Morsbach ist die Tochter eines Diplom-Ingenieurs und einer Ärztin. Nach dem Abitur in Starnberg 1975 studierte sie bis 1981 an der Ludwig-Maximilians-Universität München Theaterwissenschaft, Psychologie und Slawistik und 1981 bis 1982 Regie in Leningrad am Theaterinstitut (Leningradskij Gosudarstvennyj Institut Teatra, Muzyki i Kinematografii – LGITMiK). 1983 wurde sie in München mit einer Arbeit über Isaak Babel zum Doktor der Philosophie promoviert.
Morsbach war zehn Jahre lang als Dramaturgin und Regisseurin in Freiburg, Ulm und Bonn tätig, zuletzt als freie Regisseurin, und hat über 20 Inszenierungen, hauptsächlich im Musiktheater, verantwortet.
Ihren ersten Roman Plötzlich ist es Abend publizierte sie 1995 im Eichborn-Verlag; seitdem lebt sie als freie Schriftstellerin am Starnberger See.
Große Beachtung fand ihr 2004 erschienener Roman Gottesdiener über einen niederbayerischen Priester. Für Justizpalast erhielt sie den Wilhelm-Raabe-Preis. Der Fernsehfilm Servus, Euer Ehren – Endlich Richterin (2024) von Regisseurin Katharina Woll nach einem Drehbuch von Carolin Otto basiert auf Motiven ihres Romanes Justizpalast.
Charakteristika von Petra Morsbachs Erzählweise sind: Genaue Darstellung verschiedener Milieus, Beobachtungsgabe, Einfühlungsvermögen, Humor sowie „die Konstruktion weiter erzählerischer Bögen aus einem Patchwork von Episoden und Anekdoten; ein großes, kaum zu überschauendes Figurenarsenal; schließlich die völlig unprätentiöse, lakonische, unmittelbare Sprache“, die „Integration von Leichtigkeit und großem Ernst“.
Morsbach publiziert auch Essays. Ihr Band Warum Fräulein Laura freundlich war. Über die Wahrheit des Erzählens behandelt das Phänomen, dass unsere Sprache mehr zu wissen scheint als der Mensch, und stellt die kanonische Lesart dreier berühmter Bücher von Alfred Andersch, Marcel Reich-Ranicki und Günter Grass in Frage. 2020 erschien ihr Essay Der Elefant im Zimmer. Über Machtmissbrauch und Widerstand, in dem sie Fällen von Machtmissbrauch der jüngeren Zeit nachgeht, zum Beispiel einem Skandal im bayerischen Innenministerium oder Vorwürfen des sexuellen Missbrauchs gegen den österreichischen Bischof Hans Hermann Groër. In ihrem Werk steht nicht der Machtmissbrauch selbst im Fokus, sondern die Krise, die die Aufdeckung des Machtmissbrauchs auslöst, angefangen von den Verteidigungs- und Einschüchterungsstrategien der „Mächtigen“ bis hin zur Bereitschaft der „Unmächtigen“, an gehabten Strukturen festzuhalten.
Morsbach ist seit 1999 Mitglied des PEN-Zentrums Deutschland und seit 2004 der Bayerischen Akademie der Schönen Künste. 2013 erhielt sie den Bayerischen Literaturpreis (Jean-Paul-Preis) zur Würdigung des literarischen Gesamtwerks.

## Auszeichnungen
- 2001: Marieluise-Fleißer-Preis der Stadt Ingolstadt
- 2004: Villa Concordia in Bamberg
- 2005: Johann Friedrich von Cotta-Literatur- und Übersetzerpreis der Landeshauptstadt Stuttgart
- 2007: Literaturpreis der Konrad-Adenauer-Stiftung
- 2007: Casa Baldi in Latium
- 2012: Inselschreiber-Stipendium auf Sylt
- 2012: Pro meritis scientiae et litterarum des Freistaats Bayern
- 2013: Jean-Paul-Preis[6]
- 2016: Stifterstipendium Oberplan/Horní Planá
- 2017: Roswitha-Preis[7]
- 2017: Wilhelm-Raabe-Literaturpreis für Justizpalast[8][9]
- 2021: Bayerischer Verdienstorden[10]

## Werke
- Isaak Babel auf der sowjetischen Bühne. Babel, München 1983, ISBN 3-87690-258-4 (= Slavistische Beiträge 168).
- Plötzlich ist es Abend. Roman. Eichborn, Frankfurt am Main 1995, ISBN 3-8218-0399-1.
- Opernroman. Roman. Eichborn, Frankfurt am Main 1998, ISBN 3-8218-4164-8 (= Die Andere Bibliothek 164).
- Geschichte mit Pferden. Roman. Eichborn, Frankfurt am Main 2001, ISBN 3-8218-0891-8.
- Gottesdiener. Roman. Eichborn, Frankfurt am Main 2004, ISBN 3-8218-0893-4.
- Warum Fräulein Laura freundlich war. Über die Wahrheit des Erzählens. Essay. Piper, München 2006, ISBN 3-492-04837-4.
- Der Cembalospieler. Roman. Piper, München 2008, ISBN 978-3-492-04838-5.
- Dichterliebe. Roman. Knaus, München 2013, ISBN 978-3-8135-0372-2.
- Justizpalast. Roman. Knaus, München 2017, ISBN 978-3-8135-0373-9.
- Der Elefant im Zimmer. Über Machtmissbrauch und Widerstand. Essay. Penguin, München 2020, ISBN 978-3-328-60074-9.